# Krocolidia obscura
Krocolidia obscura är en insektsart som beskrevs av Dietrich 2003. Krocolidia obscura ingår i släktet Krocolidia och familjen dvärgstritar. Inga underarter finns listade i Catalogue of Life.